# Kassala
Kassala (arabiska: كسلا, Kassalā) är en stad i östra Sudan, nära gränsen mot Eritrea. Den ligger omkring 415 kilometer öster om Khartoum och  är huvudort för delstaten med samma namn. Staden, med 234 600 invånare (1993), är handelscentrum för ett rikt bomullsdistrikt, och har järnvägsförbindelse med Khartoum och Port Sudan. Här finns också en flygplats.
Kassala grundades 1834 som en egyptisk garnison.